# Staatsmeisterschaft von Minas Gerais (Frauenfußball)
Die Staatsmeisterschaft von Minas Gerais für Frauenfußball (portugiesisch Campeonato Mineiro de Futebol Feminino) ist die seit 2005 von der Federação Mineira de Futebol (FMF) ausgetragene Vereinsmeisterschaft im Frauenfußball des Bundesstaates Minas Gerais in Brasilien.

## Geschichte
Von den bedeutenden Zentren des brasilianischen Fußballs hat der Staat Minas Gerais erst verhältnismäßig spät im Jahr 2005 eine Meisterschaft für Frauenfußball etabliert. Von Beginn an ist sie nur von geringer öffentlicher Resonanz begleitet wurden und auch im sportlichen Wert verharrt sie auf Amateurniveau. Von den Großclubs aus der Hauptstadt Belo Horizonte hat sich lediglich Atlético Mineiro mit einer eigenen Mannschaft an ihr beteiligt. Der erste Titel wurde von dem kleinen Hauptstadtverein AE Tupinambás gegen den União EC aus Timóteo gewonnen. Nachdem Atlético erwartungsgemäß bald die Dominanz übernommen hatte, löste der Club nach einer Erfolgsphase 2012 seine Frauenmannschaft aus finanziellen Erwägungen auf. An seine Stelle ist der Lokalrivale América Mineiro getreten, der 2015 in den Frauenfußball eingestiegen ist und aktuell über das am professionellsten geführte Frauenteam des Staates verfügt. Zur Spielzeit 2017 haben neun Vereine an der Meisterschaft teilgenommen. In der Saison 2019 stieg der Cruzeiro EC in den Wettbewerb ein, bzw. kehrte Atlético in diesen zurück.
Seit 2007 wird über die Staatsmeisterschaft die Qualifikation für die Copa do Brasil Feminino und seit 2017 für die brasilianischen Meisterschaft der Frauen entschieden, zuerst für deren zweite Liga (Série A2) und seit 2021 für die dritte Liga (Série A3).

## Meisterschaftshistorie

### Ehrentafel der Gewinner
|                                       |            | 0 |
| Rekordmeister: Clube Atlético Mineiro | 008 Titel: | Atlético Mineiro (Belo Horizonte) |
| Rekordmeister: Clube Atlético Mineiro | 003 Titel: | América Mineiro (Belo Horizonte) Cruzeiro EC (Belo Horizonte) |
| Rekordmeister: Clube Atlético Mineiro | 001 Titel: | Ipatinga FC (Ipatinga) Santa Cruz FC (Belo Horizonte) Neves FC (Ribeirão das Neves) AER Iguaçu (Ipatinga) Nacional FC (Belo Horizonte) AE Tupinambás (Belo Horizonte) |

### Chronologie der Meister
| Saison | Meister          | Vizemeister      | Torschützenkönigin                                                                                        |       |
| ------ | ---------------- | ---------------- | --- | ----- |
| 2005   | AE Tupinambás    | União EC         | Neguinha (AE Tupinambás; 8) Denisinha (AE Tupinambás; 8)                                                  |       |
| 2006   | Atlético Mineiro | AE Tupinambás    | Aline Vieira (Atlético Mineiro; 8)                                                                        |       |
| 2007   | Nacional FC      | Garra EC         | ? |       |
| 2008   | AER Iguaçu       | Atlético Mineiro | ? |       |
| 2009   | Atlético Mineiro | AER Iguaçu       | Ludmila Barbosa (Atlético Mineiro, 18)                                                                    |       |
| 2010   | Atlético Mineiro | AER Iguaçu       | Carmen Priscila (AER Iguaçu, 12)                                                                          |       |
| 2011   | Atlético Mineiro | AER Iguaçu       | Nathane Cadorini (AER Iguaçu, 28)                                                                         |       |
| 2012   | Atlético Mineiro | Nacional FC      | Taciana (Atlético Mineiro, 23)                                                                            |       |
| 2013   | Neves FC         | AA Bahia         | ? |       |
| 2014   | Santa Cruz FC    | Neves FC         | ? |       |
| 2015   | Ipatinga FC      | América Mineiro  | Thayane Meira (América Mineiro; 13)                                                                       | [ 1 ] |
| 2016   | América Mineiro  | Ipatinga FC      | Dilene Cristina (América Mineiro; 9)                                                                      | [ 2 ] |
| 2017   | América Mineiro  | AD Frigoamaldo   | Jéssica Beiral (América Mineiro; 6)                                                                       |       |
| 2018   | América Mineiro  | Ipatinga FC      | Duda Sampaio (América Mineiro; 12) Tabata Machado (Ipatinga FC; 12) Vanessa Lorrany (Amércia Mineiro; 12) | [ 3 ] |
| 2019   | Cruzeiro EC      | América Mineiro  | Micaelly (Cruzeiro EC; 9)                                                                                 | [ 4 ] |
| 2020   | Atlético Mineiro | Cruzeiro EC      | Vanessa Lorrany (Cruzeiro EC, 5)                                                                          | [ 5 ] |
| 2021   | Atlético Mineiro | Cruzeiro EC      | Duda Sampaio (Cruzeiro EC; 5)                                                                             | [ 6 ] |
| 2022   | Atlético Mineiro | Cruzeiro EC      | Latícia Nunes (América Mineiro; 5) Marília (Cruzeiro EC; 5)                                               | [ 7 ] |
| 2023   | Cruzeiro EC      | Atlético Mineiro | Byanca Brasil (Cruzeiro EC; 12)                                                                           | [ 8 ] |
| 2024   | Cruzeiro EC      | América Mineiro  | Byanca Brasil (Cruzeiro EC; 11)                                                                           | [ 9 ] |